# Темноспинный дымчатый альбатрос
Темноспинный дымчатый альбатрос (лат. Phoebetria fusca) — морская птица из семейства альбатросовых.

## Описание
Темноспинный дымчатый альбатрос достигает длины от 84 до 89 см. Длина крыльев составляет от 49 до 54 см. Размах крыльев составляет 203 см. Птицы весят от 1,8 до 3,03 кг. Самки обычно немного легче чем самцы, у них меньший по размеру клюв, более стройные ноги, более короткий хвост и немного более короткие крылья.
Оперение половозрелых птиц имеет почти однотонную окраску от тёмно-шоколадного до сероватого цвета. Голова у многих особей значительно темнее чем затылок, брюхо и крылья. У птиц имеется выделяющееся белое окологлазное кольцо. Ноги и лапы от светло-розового до голубовато-серого цвета. Надклювье по краю клюва светлее, образуя белёсую полосу.
У молодых птиц глазное кольцо и рисунок клюва темнее.

## Распространение
Темноспинный дымчатый альбатрос живёт на юге Атлантического и Индийского океанов. Большинство птиц гнездятся островах Тристан-да-Кунья, Гоф и Принс-Эдуард. Незначительные колонии гнездятся также на островах Крозе, Кергелен, Амстердам и Сен-Поль.
Вне периода гнездования темноспинный дымчатый альбатрос держится к югу от 30° южной широты. Иногда птицы ошибочно залетают в Новую Зеландию восточнее обычного ареала, на юго-западе Индийского океана они обитают на юг до 64° южной широты.

## Размножение
Темноспинный дымчатый альбатрос гнездится только каждый второй год. Период гнездования начинается в октябре. Они гнездятся в маленьких, свободных колониях на заросших и защищённых утёсах. Гнездо строится на земле из растений и выстилается изнутри травой. В кладке только одно яйцо. Оно белого цвета с красно-коричневыми пятнами. Период инкубации составляет от 65 до 75 дней. Молодые птицы становятся самостоятельными через 145—178 дней. Обе родительских птицы участвуют как в строительстве гнёзд, так и в высиживании кладки и выкармливании выводка.